# Lasianthus neglectus
Lasianthus neglectus är en måreväxtart som beskrevs av Theodoric Valeton och Reinier Cornelis Bakhuizen van den Brink. Lasianthus neglectus ingår i släktet Lasianthus och familjen måreväxter.
Artens utbredningsområde är Java. Inga underarter finns listade i Catalogue of Life.